# Julius S. Held Collection of Rare Books

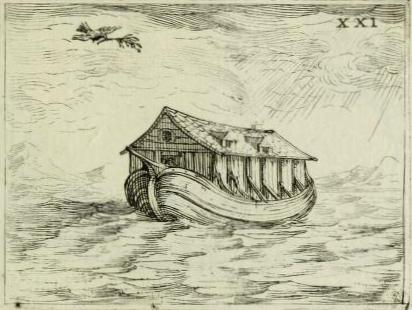
L'Arche de Noé et la colombe de Noé, tirée de Vita beatæ Mariæ Vir[ginis] matris Dei, emblematib[us] delineata.

La Julius S. Held Collection of Rare Books (collection de livres rares de Julius S. Held) est une collection d'ouvrages de recherche de 283 volumes hébergés par la bibliothèque du Clark Art Institute.

## Historique
La collection a été rassemblée tout au long de sa carrière d'historien de l'art par Julius S. Held (1905–2002), professeur au Barnard College de l'université Columbia de 1937 à 1970. Held est reconnu internationalement comme spécialiste de l'art néerlandais et flamand des XVIe et XVIIe siècles, et tout particulièrement de Rubens et Rembrandt.

## Description
Les 283 volumes traitent des artistes les plus importants dont Rubens, Rembrandt et Albrecht Dürer et Antoine van Dyck, et contiennent des reproductions des œuvres de Virgile et d'Ovide, des versions des fables d'Ésope ainsi que des traités d'astronomie, de théologie, d'histoire naturelle et d'anatomie datées du XVIe siècle au XIXe siècle et dans plusieurs langues dont le grec ancien, le latin, l'allemand, l'italien, l'anglais et le français.
La collection inclut également d'importantes anecdotes sur l'histoire de l'art ainsi que d'anciens traités sur les emblèmes et l'iconologie.
Held ajoute en annexes environ quatre-vingt livres qui forment le noyau de ses études pour cette collection. Ces textes contiennent ses annotations manuscrites avec des commentaires sur la provenance ou l'identification d'illustrations présentes dans les textes sous forme de marginalia à la fin d'une page ou sur des pages seules.

## Accessibilité
En 2014, le Clark Art Institute entreprend de numériser une grande partie des volumes. On peut déjà consulter en ligne les nouveaux volumes. Selon le communiqué de presse de 2014 de l'Institute of Museum and Library Services, « Le Sterling and Francine Clark Art Institute va numériser un grand nombre de volumes de la collection de livres rares de Julius S. Held dans la bibliothèque Clark, et rendra ces documents disponibles à travers le portail numérique de la bibliothèque,, l'Internet Archive, le Getty Research Portal, le Massachusetts Digital Commonwealth et la Digital Public Library of America. Le musée a prévu de numériser 185 des 283 volumes de la collection et d'améliorer leur inventaire et leurs métadonnées pour plus de 107 000 images de la collection, dont un grand nombre de titres rares et des volumes uniques datant du XVIe siècle au XIXe siècle. Le projet réalise donc le but du musée d'administrer leurs collections en permettant d'accéder à ces excessivement rares volumes, assurant leur préservation physique tout en facilitant leur accès et connaissance. ».

Galerie d'illustrations contenues dans les volumes de la collection
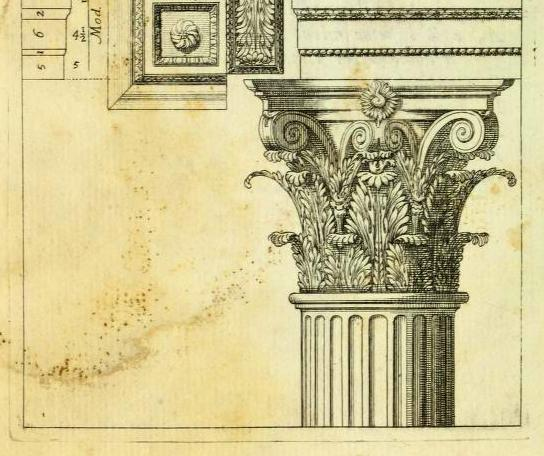
Détail de la Regola delli cinque ordini d'architettura de M. Jac. Barozzio da Vignola (1736)[9].
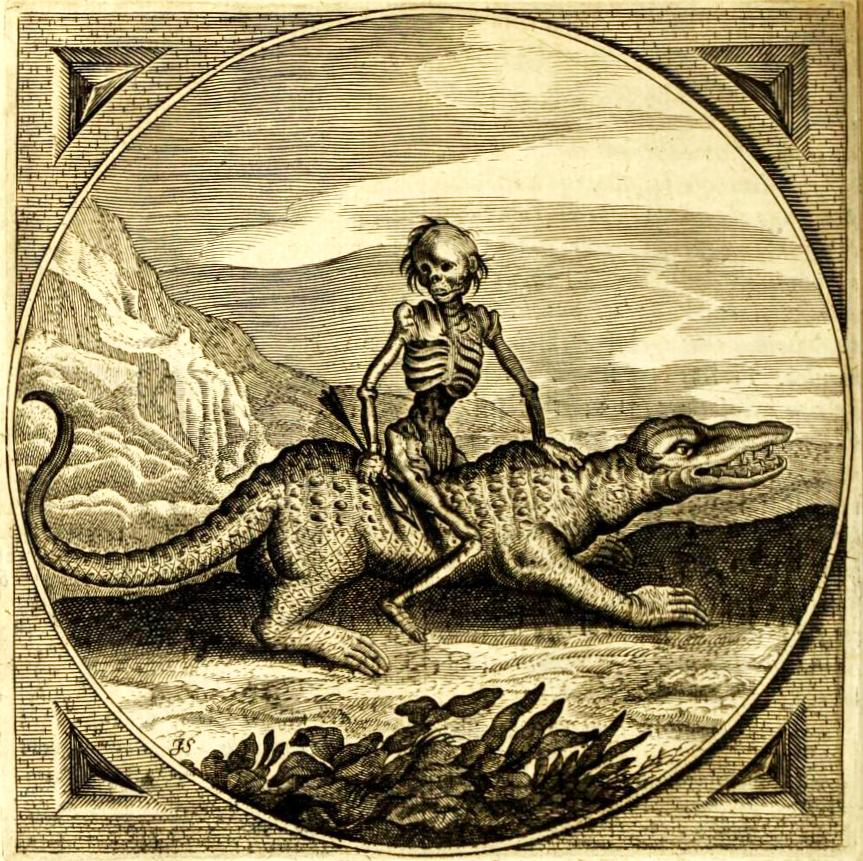
Détail de Proteus, ofte, Minne-beelden verandert in sinne-beelden (1627)[10].
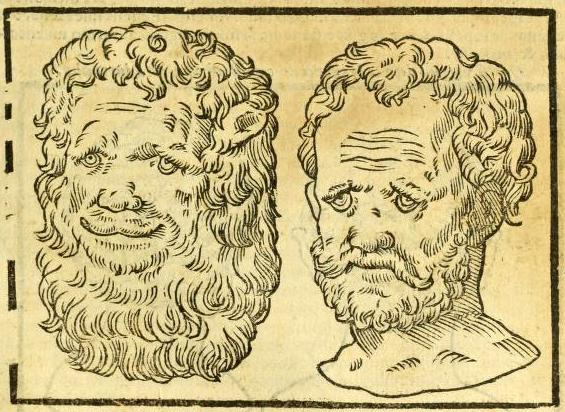
Détail de Della fisionomia dell'huomo (1644)[11].
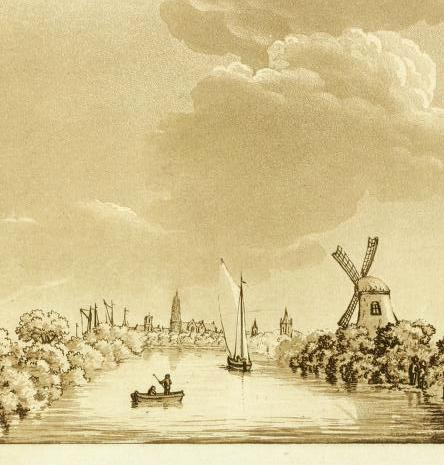
Vue de Delft depuis la direction de Rotterdam, tirée de A picturesque tour through Holland, Brabant, and part of France; made in the autumn of 1789 (1790)[12].
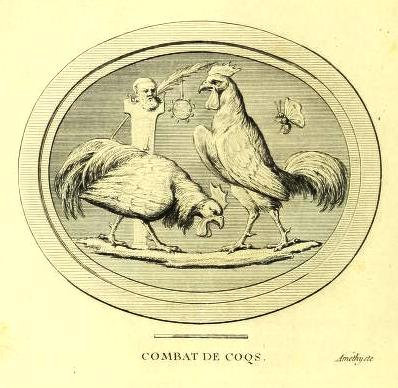
Détail de la Description des principales pierres gravées du cabinet de S. A. S. Monseigneur le duc d'Orléans, premier prince du sang (1780)[13].